# Parafia Trójcy Świętej w Yonkers
Parafia Trójcy Świętej – prawosławna parafia w Yonkers, w diecezji Nowego Jorku i New Jersey Kościoła Prawosławnego w Ameryce.
W latach 90. XIX wieku do Yonkers zaczęli przybywać emigranci z Galicji, w większości Ukraińcy. Założyli oni w 1898 stowarzyszenie, które wynajęło budynek przy Elm Street z przeznaczeniem na prawosławną cerkiew. W tym samym roku wspólnota otrzymała status parafii pod wezwaniem Trójcy Świętej, zaś biskup Aleutów i Alaski Tichon (Bieławin) przysłał do Yonkers stałego kapłana. W roku następnym parafianie zakupili działkę budowlaną przy Seymour Street 10, gdzie wznieśli nową cerkiew pod wezwaniem św. Jana Chrzciciela. Została ona poświęcona przez jednego z pracujących w Yonkers księży, późniejszego nowomęczennika Aleksandra Chotowickiego. Istniała jednak tylko do pożaru, jaki zniszczył ją doszczętnie dwa lata później. W 1904 parafia zakupiła kolejną parcelę, tym razem przy Seymour Street 46, gdzie w ciągu roku powstała kolejna cerkiew. W 1906 poświęcił ją biskup Tichon.
Parafia w pracy duszpasterskiej posługuje się językiem angielskim oraz cerkiewnosłowiańskim. Działa przy niej szkoła niedzielna.